# Silene exscapa
Silene exscapa är en nejlikväxtart som beskrevs av Carlo Allioni. Silene exscapa ingår i släktet glimmar, och familjen nejlikväxter. Inga underarter finns listade i Catalogue of Life.

## Bildgalleri

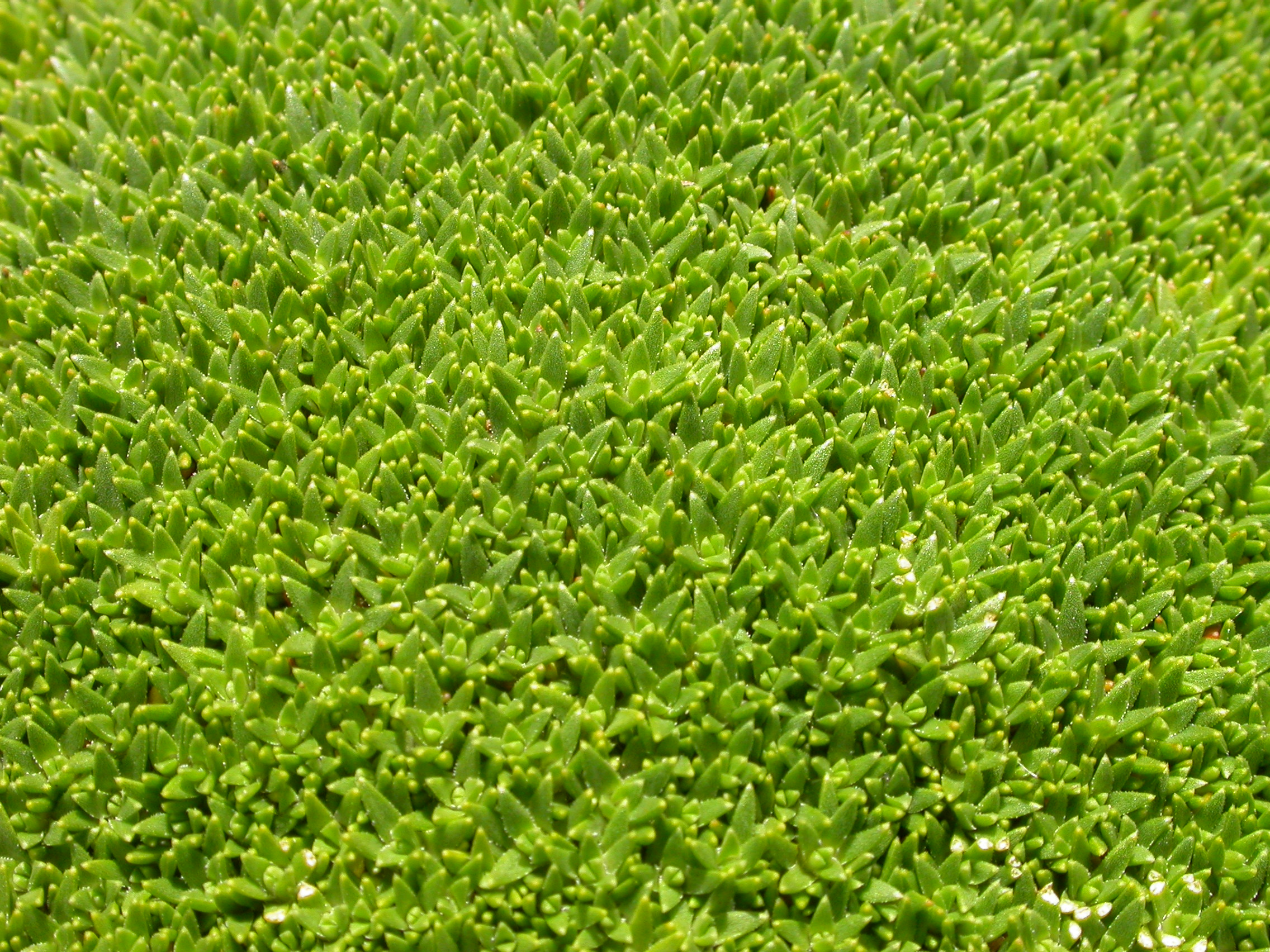
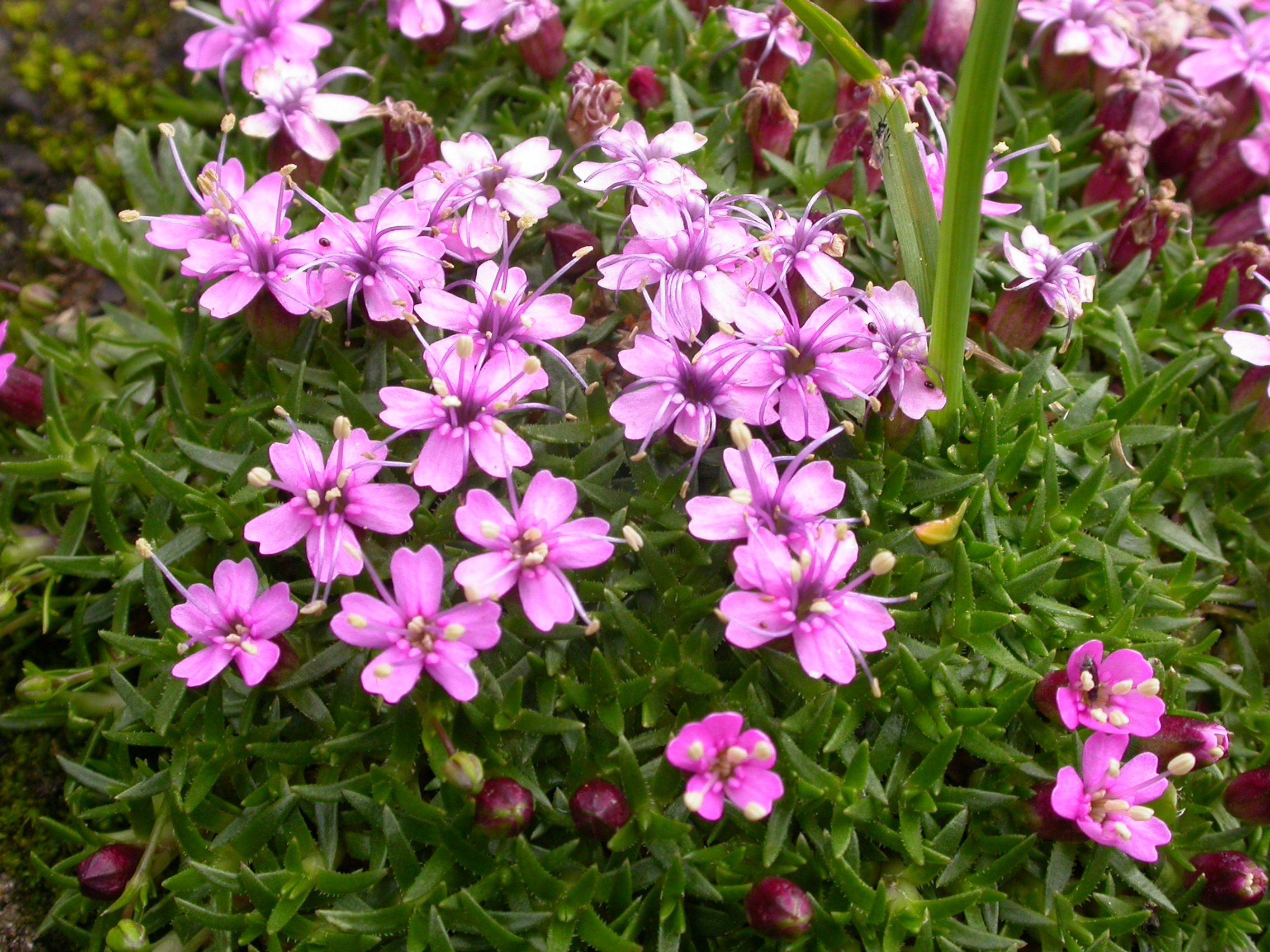